# Kandaganur, Muddebihal
Kandaganur là một làng thuộc tehsil Muddebihal, huyện Bijapur, bang Karnataka, Ấn Độ.